# Osmi putnik (1979.)
Osmi putnik ili Tuđinac (eng. Alien), američki znanstveno-fantastični horor film redatelja Ridleya Scotta iz 1979. godine. Sam originalni naslov filma (Alien: tuđinac, stranac, protivan, drugačiji) odnosi se na ekstremno agresivno izvanzemaljsko biće koje vreba i redom ubija posadu jednog teretnog svemirskog broda. Aliena i njegove prateće elemente dizajnirao je švicarski nadrealistički umjetnik H. R. Giger, poznat po svojim stiliziranim biomehaničkim inovacijama. Film je ostvario veliki komercijalni uspjeh kao i priznanja kritike što je rezultiralo snimanjem triju nastavaka: Tuđinci, Tuđinac 3 i Tuđinac: Uskrsnuće.
Sigourney Weaver je ulogom Ellen Ripley, hrabre junakinje koja se suprotstavlja nemilosrdnom čudovištu, postala ikonom ZF žanra i Alien serijala. Američki filmski institut (AFI) stavio je 2008. film na 7. mjesto na listi 10 najboljih ZF filmova.

## Radnja
Radnja prati sedmeročlanu posadu svemirskog broda Nostromo koju brodsko računalo budi iz hibernacije kako bi odgovorila na signale emitirane s nepoznatog planeta. Posada se spušta s modulom na nepoznati planetoid, a tročlani tim predvođen kapetanom Dallasom (Tom Skerritt) kreće istražiti izvor signala. Tijekom potrage nailaze na drevnu izvanzemaljsku letjelicu s ostacima ogromnog nezemaljskog bića čiji grudni koš kao da je eksplodirao iznutra prema van. U međuvremenu brodsko računalo djelomično dešifrira signal kojeg Ripley prepoznaje kao neku vrstu upozorenja. Časnik Kane (John Hurt) pronalazi ogromnu prostoriju ispunjenu mnoštvom velikih neobičnih jaja. Iz jednog takvog jajeta iskoči parazitsko stvorenje koje se usprkos skafanderu slijepi Kaneu za lice.
Na povratku, onesviješćeni Kane je uveden u modul i smješten u bolnički odjel, unatoč protivljenju časnice za sigurnost Ripley (Sigourney Weaver) koja je zahtijevala pridržavanje zakona karantene. Nakon toga uslijedio je neuspješan pokušaj znanstvenog časnika Asha (Ian Holm) da odvoji stvorenje od Kaneova lica, prilikom čega su se članovi posade suočili s poražavajućom činjenicom da stvorenje ima ekstremno korozivnu kiselinu umjesto krvi. S vremenom, stvorenje je umrlo i otpalo s Kaneovog lica, a posada nakon popravka broda nastavlja put prema Zemlji.
Kada se Kane (naoko neozlijeđen) probudio, posada si je priredila zadnji obrok prije ponovnog odlaska u stanje hibernacije. Međutim, stvorenje je implantiralo zametak u Kaneova prsa iz kojih je, nakon gušenja i grčenja, izbio mali zmijoliki alien ubivši pritom Kanea i pobjegavši u unutrašnjost broda. Bez ikakvog konvencionalnog oružja, posada pokušava locirati i uhvatiti stvorenje improvizirajući detektore kretanja i bacače plamena. Brett slijedi mačku (brodskog kućnog ljubimca) u prostoriju gdje ga napada sad već odrasli i iznimno opasni Alien te nestaje s njegovim tijelom u ventilacijskim kanalima broda. Dallas ulazi u njih s namjerom da ga dotjera do zračne komore iz koje bi ga se moglo izbaciti u svemir, ali ga čudovište inteligentno presretne iz zasjede. Poslije pogibije kapetana Dallasa, Ripley preuzima zapovjedništvo odlučna da uništi izvanzemaljsko čudovište, te pokušava organizirati plan njegove eliminacije. Traži dodatne informacije od brodskog računala zvanog Mother i otkriva da je Ash dobio nalog od korporativnih vlasnika broda, da Aliena dovede na Zemlju čak i po cijenu života cjelokupne posade. Ash ju napada, ali je spašava Parker dekapitirajući Asha, što otkriva da je Ash zapravo android. Prije no što ga Parker spali plamenobacačem, Ash im otkriva svoje znanstveno divljenje prema stvorenju, te da nitko od preostalih nema šanse preživjeti.
Njih troje odlučuju aktivirati mehanizam za samouništenje broda i pobjeći u shuttleu za spašavanje, ali Alien ubija Parkera i Lambert dok su prikupljali nužne potrepštine za napuštanje broda. Ripley pokreće proces samouništenja broda i vraća se po mačku, ali uviđa da joj Alien blokira put. Neuspješno pokušava obustaviti proces i odlazi s mačkom u shuttle s kojim u posljednji čas uspijeva pobjeći od eksplozije Nostroma.
Pripremajući se za hibernaciju Ripley otkriva da je Alien izbjegao eksploziju i sakrio se u shuttle. Oblači svemirsko odijelo i otvara hermetički zasun na vratima shuttlea izazivajući eksplozivnu dekompresiju koja ga izbacuje van, ali se on pokušava vratiti i uvući u jedan od raketnih potisnika shuttlea. Ripley aktivira raketne motore koji ga konačno odbace u otvoreni svemir.

## Glavne uloge
- Tom Skerritt – Dallas; zapovjednik svemirskog broda Nostromo.
- Sigourney Weaver – Ripley; časnica na Nostromu i jedina preživjela od sedam članova posade.
- Veronica Cartwright – Lambert; kormilarka.
- Ian Holm – Ash; znanstveni časnik za kojega se tijekom filma otkrije da je android kojem je zadatak osigurati dovođenje aliena na Zemlju usprkos opasnosti po članove posade.
- John Hurt – Kane; časnik koji postaje domaćin za Aliena.
- Harry Dean Stanton – Brett; brodski tehničar.
- Yaphet Kotto – Parker; glavni tehničar na brodu.

## Kritike
Većina kritike je hvalila film. Roger Ebert je "Osmog putnika" stavio na svoj popis velikih filmova: "Jedna od velikih snaga filma je njegov ritam. Uzima si vrijeme. Čeka. Dopušta tišinu (veličanstveni uvodni kadri sadrže glazbu Jerryja Goldsmitha koja sadrži oskudno zvučno, metalno cvokotanje). Stvara težinu otkrića ekipe tako što je gradi malenim koracima.". McIntee je zapisao: "Razlog zašto je to tako dobar film – uvažavaju ga istodobno i kritičari, koji normalno preziru taj žanr, i prosječni kino gledatelji – je taj što je destilacija svega što nas straši u filmovima."
Arsen Oremović dao je filmu 3 od 4 'kritičarska prsta' i zapisao: "Smirenim stilom, depresivnom atmosferom, naglašenom vizualizacijom i izvrsnom glumačkom ekipom, Scott je napravio film koji oduševljava i one kojima SF nije među dražim žanrovima".

## Vanjske poveznice
- Osmi putnik na Internet Movie Database